# Nieuws van den Dag voor Nederlandsch-Indië
Nieuws van den Dag voor Nederlandsch-Indië è stato un periodico in lingua olandese pubblicato sull'isola di Giava nelle Indie orientali olandesi (l'odierna Indonesia). Originariamente chiamato De Indische Courant (uno dei numerosi con quel nome), veniva pubblicato a Batavia dal 1895 (o 1896) al 1900 fino a quando non fu rinominato. Uno dei collaboratori del documento è stato l'autore e critico olandese del sistema coloniale Multatuli.
Il quotidiano era noto per essere di tendenze conservatrici e pubblicizzato con veemenza contro l'emancipazione del popolo nativo. Il suo caporedattore durante gli anni venti fu K.W. Wybrands, che appose un'impronta così personale che il giornale era anche conosciuto come Wybrands' paper. Nel 1938, Willem Belonje divenne caporedattore, dopo aver ricoperto tale ruolo anche per De Indische Courant , negli anni venti. La testata fu chiusa nel 1942 dalle forze occupanti giapponesi.